# Smokey Rolls Down Thunder Canyon
Smokey Rolls Down Thunder Canyon es el sexto álbum de estudio del estadounidense de Devendra Banhart lanzado el 25 de septiembre de 2007. Este álbum presenta más instrumentación que los discos anteriores, así como más experimentación con el género. Smokey Rolls Down Thunder Canyon se grabó en Topanga Canyon en el sur de California y está dedicado a Alice Coltrane, Malachi Ritscher y Elliott Smith. 
La mayoría de la mercancía vendida en la gira estadounidense del álbum fue realizada en colaboración con Banhart por Adam Tullie y Angeline Rivas, quienes diseñan la línea de ropa Cavern Collection. 
Smokey Rolls Down Thunder Canyon alcanzó el puesto número 19 enla lista de los 50 mejores álbumes de 2007 de la revista Rolling Stone. La canción "Seahorse" está en el puesto número 69 enla lista de las 100 mejores canciones de 2007 de la revista Rolling Stone.

## Trasfondo
El álbum detalla la ruptura de Banhart con Bianca Casady de la banda CocoRosie. La relación de Banhart con Casady terminó en 2006.

## Listado de canciones
| N.º | Título                                                            | Escritor(es) | Producer(s) | Duración |  |
| 1.  | «Cristobal» (with Gael García Bernal)                             |              |             | 4:30     |  |
| 2.  | «So Long Old Bean»                                                |              |             | 2:56     |  |
| 3.  | «Samba Vexillographica» (with Chris Robinson of The Black Crowes) |              |             | 4:49     |  |
| 4.  | «Seahorse»                                                        |              |             | 8:04     |  |
| 5.  | «Bad Girl»                                                        |              |             | 4:48     |  |
| 6.  | «Seaside»                                                         |              |             | 4:36     |  |
| 7.  | «Shabop Shalom» (with Nick Valensi of The Strokes)                |              |             | 4:38     |  |
| 8.  | «Tonada Yanomaminista»                                            |              |             | 2:56     |  |
| 9.  | «Rosa» (with Rodrigo Amarante of Los Hermanos)                    |              |             | 5:08     |  |
| 10. | «Saved»                                                           |              |             | 5:33     |  |
| 11. | «Lover»                                                           |              |             | 3:43     |  |
| 12. | «Carmensita» (with Natalie Portman in the video)                  |              |             | 4:49     |  |
| 13. | «The Other Woman»                                                 |              |             | 3:49     |  |
| 14. | «Freely» (with Linda Perhacs)                                     |              |             | 4:59     |  |
| 15. | «I Remember»                                                      |              |             | 4:25     |  |
| 16. | «My Dearest Friend» (w/ Vashti Bunyan)                            |              |             | 2:36     |  |

## Personal
El nombre actual de la banda de Banhart es Spiritual Bonerz (la 'z' es muda), y la formación está compuesta por:
- Devendra Banhart
- Noah Georgeson

- Luckey Remington
- Pete Newsom
- Greg Rogove
- Rodrigo Amarante
- Andy Cabic

Músicos Adicionales
- Mike Davis - Trompeta
- Noah Gladstone - Trombón
- Amy Tatum - Flautas, Saxofón Tenor